# Grandmaster Ben & Fab 5 Finger

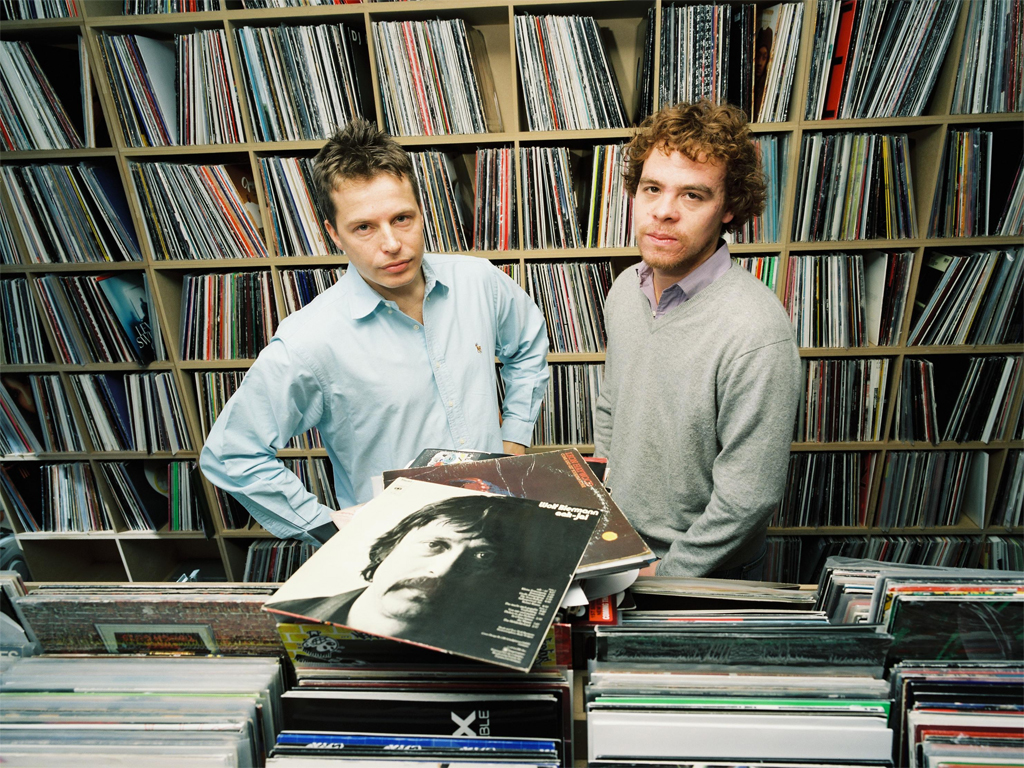
Grandmaster Ben & Fab 5 Finger

Grandmaster Ben (* 10. April 1976 in Berlin als Benjamin Biermann) und Fab 5 Finger (* 21. Mai 1976 in Hamburg als Stefan Fabinger) waren ein 1998 gegründetes DJ- und Moderatoren-Duo. Fabinger verfasste zunächst Artikel über für ihn interessante Musiker und managte die deutsche Band Absolute Beginner in ihren Anfangsjahren. Biermann moderierte in Hamburg Radio- und Fernsehsendungen mit dem Schwerpunkt Rap-Musik.
Im September 2000 engagierte der Jugendsender N-JOY das Duo für das neugeschaffene Sendungskonzept „Flavor Mix“. Zunächst wurde die Sendung, die ihren Schwerpunkt auf die verschiedenen Genres der Schwarzen Musik legte, sonntagabends von 22 bis 24 Uhr ausgestrahlt. Ab September 2003 wurde der Sendeplatz auf Freitagabend von 19 bis 22 Uhr verlegt. Bis zum Frühjahr 2015 wurde die Sendung, die zuletzt von Jonny Joka gemixt und vorproduziert wurde, ausgestrahlt.
In der dreistündigen Sendung wurden bis zu 140 Lieder aus den Hauptbestandteilen Hip-Hop und R&B und weiteren Stilrichtungen wie Dancehall und Reggaeton gemixt.
Bis Mai 2008 wurden 400 Sendungen produziert.
2008 gründeten Biermann und Fabinger einen Wein- und Spirituosenversand. Im Mai 2019 schied Benjamin Biermann aus der Geschäftsführung des gemeinsamen Unternehmens aus.